# 강화 적석사 사적비
강화 적석사 사적비((江華 積石寺 事蹟碑)는 인천광역시 강화군 내가면 고촌리, 적석사에 있는 조선시대의 사적비이다. 2001년 4월 2일 인천광역시의 유형문화재 제38호로 지정되었다.

## 개요
적석사는 ¨전등사본말사지¨등의 기록에 의하면 백련사 및 청련사와 함께 고구려 장수왕 4년(416년)에 창건되었고, 처음에는 적련사(赤蓮寺)였다는 전설이 전하고 있다.
적석사를 오르는 길목 오른쪽에 자리한 적석사 사적비는 숙종 40년(1714년)에 세워진 것으로 전체 높이가 3m94cm이고 비신의 높이 3m 4cm, 너비 69cm이다. 사적비의 재질은 화강암이고, 지붕모양의 뚜껑돌이 얹혀 있으며 비신의 상부에 ¨고려산적석사지비(高麗山積石寺之碑)¨라는 비의 제목이 있다.
비문에는 불교의 전래 및 사찰의 증건 ·중수상황과 고려시대 몽고 침입에 대항하여 강화에 도읍을 옮겨 올 때 임금의 거처로 사용했다는 기록 등이 있다.

## 현지 안내문
적석사는 ¨전등사본말사지¨등의 기록에 백련사 및 청련사와 함께 고구려 장수왕 4년(416)에 창건되었으며, 처음에는 적련사(赤蓮寺)로 불리었다가 적석사로 바뀌었다고 전한다. 이 사적비는 숙종 40년(1714)에 세워진 비로 불교의 전래 및 사찰의 중건, 중수 상황과 고려시대 몽골 침입에 대항하여 강화에 도읍을 옮겼을 때 적석사가 임금의 거처로 사용되었다는 기록을 담고 있다. 전체 높이는 394cm, 비신(碑身)의 높이 301cm, 너비 69cm로 고려산적석사지비(高麗山積石寺之碑)"라는 비의 제목이 써져 있다.

## 참고 자료
- 적석사사적비 - 국가유산청 국가유산포털